# 朴権欽
朴 権欽（パク・クォヌム、パク・クォンフム、朝鮮語: 박권흠/朴權欽、1932年3月12日 - 2024年8月10日）は、大韓民国の政治家。第10・11・12代国会議員。
本貫は密陽朴氏。号は又史（ウサ、朝鮮語: 우사）。仏教徒。

## 経歴
1932年3月12日、日本統治時代の朝鮮で慶尚北道の清道郡に生まれ、ソウル大学校新聞大学院を修了した。
1978年12月12日に行われた第10代総選挙で慶州・月城・清道地区より新民党から立候補して当選し、以後2代にわたって議員の職を務めた。
2024年8月10日に死去。享年92。
著書に、『政治の現場（原文: 정치의 현장）』などがある。

### 学歴
- ソウル大学校新聞大学院　修了

### 略歴
- 国際新聞政治部長
- 京郷新聞政治部次長
- 新民党総裁秘書室長・党代弁人
- 国会建設委員長・文教広報委員長
- 韓国書画作家協会会長
- 1988年ソウルオリンピック組織委員会執行委員
- 韓国道路公社理事長
- 大邱日報社長
- 韓国茶人連合会会長
- 国民体育振興公団専任顧問
- 四溟堂（惟政の号）記念事業会副会長
- 大韓民国憲政会書画委員長、編集委員会議長
- 大韓民国憲政会理事

## 賞勲
チョウィジャン受賞